# Montreuil-en-Auge
Montreuil-en-Auge is een gemeente in het Franse departement Calvados (regio Normandië) en telt 44 inwoners (2009). De plaats maakt deel uit van het arrondissement Lisieux.

## Geografie
De oppervlakte van Montreuil-en-Auge bedraagt 3,5 km², de bevolkingsdichtheid is dus 12,6 inwoners per km².
De onderstaande kaart toont de ligging van Montreuil-en-Auge met de belangrijkste infrastructuur en aangrenzende gemeenten.

## Demografie
Onderstaande figuur toont het verloop van het inwonertal (bron: INSEE-tellingen).
Vanwege een beveiligingsprobleem met de MediaWiki Graph-software is het momenteel niet mogelijk deze grafiek weer te geven. Zodra de software is bijgewerkt zal de grafiek vanzelf weer zichtbaar worden.